# Campeonato Sul-Americano de Atletismo de 1983
O Campeonato Sul-Americano de Atletismo de 1983 foi a 32ª edição do evento, organizado pela CONSUDATLE entre os dias 29 de setembro a 2 de outubro na cidade de Santa Fé, na Argentina. 

## Medalhistas

### Masculino
| Evento                      | Ouro                         | Ouro    | Prata                          | Prata   | Bronze                                               | Bronze  |
| --------------------------- | ---------------------------- | ------- | ------------------------------ | ------- | ---------------------------------------------------- | ------- |
| 100 metros                  | Nelson dos Santos · Brasil   | 10.3    | Paulo Correia · Brasil         | 10.5    | Giorgino Mautino · Peru                              | 10.5    |
| 200 metros                  | Paulo Correia · Brasil       | 21.3    | Nelson dos Santos · Brasil     | 21.5    | José María Beduino · Argentina                       | 21.7    |
| 400 metros                  | Sérgio Menezes · Brasil      | 46.8    | Evaldo da Silva · Brasil       | 47.4    | Wolfman Mena · Colômbia                              | 47.5    |
| 800 metros                  | José Luiz Barbosa · Brasil   | 1:49.1  | Emilio Ulloa · Chile           | 1:49.2  | Raúl López · Argentina                               | 1:50.5  |
| 1 500 metros                | Emilio Ulloa · Chile         | 3:48.3  | Omar Esteban · Argentina       | 3:48.9  | Adauto Domingues · Brasil                            | 3:50.8  |
| 5 000 metros                | Omar Aguilar · Chile         | 14:00.9 | João de Ataide · Brasil        | 14:01.2 | Germán Peña · Colômbia                               | 14:03.1 |
| 10 000 metros               | Omar Aguilar · Chile         | 29:12.1 | João de Ataide · Brasil        | 29:13.4 | Jairo Correa · Colômbia                              | 29:22.7 |
| 20 km marcha atlética       | Héctor Moreno · Colômbia     | 1:24:12 | Francisco Vargas · Colômbia    | 1:25:35 | Osvaldo Morejón · Bolívia                            | 1:32:20 |
| Maratona                    | Juan Plagman · Chile         | 2:15:50 | Jairo Correa · Colômbia        | 2:17:43 | Rafael Parra · Colômbia                              | 2:19:42 |
| 110 metros barreiras        | Pedro Chiamulera · Brasil    | 14.3    | Wellington da Nobrega · Brasil | 14.5    | Rodolfo Iturraspe · Argentina                        | 14.9    |
| 400 metros barreiras        | Pedro Chiamulera · Brasil    | 52.2    | Rodrigo de la Fuente · Chile   | 52.7    | Elías da Fonseca · Brasil                            | 52.8    |
| 3.000 metros com obstáculos | Emilio Ulloa · Chile         | 8:44.6  | Wilson de Santana · Brasil     | 8:47.7  | Adauto Domingues · Brasil                            | 8:50.8  |
| 4×100 metros estafetas      | Brasil                       | 40.7    | Argentina                      | 40.8    | Uruguai                                              | 41.4    |
| 4×400 metros estafetas      | Brasil                       | 3:10.8  | Chile                          | 3:13.6  | Argentina                                            | 3:14.5  |
| Salto em altura             | Jorge Archanjo · Brasil      | 2.14    | Fernando Pastoriza · Argentina | 2.14    | Rodrigo de la Fuente · Chile                         | 2.04    |
| Salto à vara                | Fernando Hoces · Chile       | 4.70    | Renato Bortolocci · Brasil     | 4.60    | Walter Franzantti · Argentina Oscar Veit · Argentina | 4.50    |
| Salto em comprimento        | Osvaldo Frigerio · Argentina | 7.51    | Luiz Favero · Brasil           | 7.41    | Marcus Barros · Brasil                               | 7.28    |
| Salto triplo                | Francisco Pichott · Chile    | 15.64   | José Quiñaliza · Equador       | 15.52   | Jailto Bonfim · Brasil                               | 15.44   |
| Arremesso de peso           | Gert Weil · Chile            | 18.29   | Juan Turri · Argentina         | 16.56   | Adilson Oliveira · Brasil                            | 15.70   |
| Lançamento de disco         | José Jacques · Brasil        | 51.86   | Celso da Cunha · Brasil        | 50.50   | Andrés Pérez · Chile                                 | 49.24   |
| Lançamento do martelo       | Ivam Bertelli · Brasil       | 61.16   | Roberto Olcese · Argentina     | 60.56   | Pedro Rivail Atílio · Brasil                         | 59.74   |
| Lançamento do dardo         | José de Souza · Brasil       | 74.54   | Luis Martínez · Colômbia       | 71.48   | Amilcar de Barros · Brasil                           | 71.24   |
| Decatlo                     | Carlos Gambetta · Argentina  | 7252    | Ronaldo Alcaraz · Brasil       | 7096    | Antônio Balbuena · Brasil                            | 6959    |

### Feminino
| Evento                   | Ouro                               | Ouro   | Prata                             | Prata   | Bronze                                           | Bronze  |
| ------------------------ | ---------------------------------- | ------ | --------------------------------- | ------- | ------------------------------------------------ | ------- |
| 100 metros               | Esmeralda de Jesus Garcia · Brasil | 11.6   | Sheila de Oliveira · Brasil       | 11.8    | Daisy Salas · Chile                              | 11.9    |
| 200 metros               | Jucilene Garcês · Brasil           | 24.5   | Sheila de Oliveira · Brasil       | 24.9    | Margarita Grün · Uruguai                         | 24.9    |
| 400 metros               | Elba Barbosa · Brasil              | 54.0   | Jucilene Garcês · Brasil          | 54.0    | Norfalia Carabalí · Colômbia                     | 54.8    |
| 800 metros               | Alejandra Ramos · Chile            | 2:04.6 | Soraya Telles · Brasil            | 2:06.2  | Norfalia Carabalí · Colômbia                     | 2:07.2  |
| 1 500 metros             | Alejandra Ramos · Chile            | 4:25.3 | Monica Regonesi · Chile           | 4:27.2  | Adriana Marchena · Venezuela                     | 4:27.5  |
| 3 000 metros             | Monica Regonesi · Chile            | 9:57.2 | María Victoria Biondi · Argentina | 10:02.2 | Ruth Jaime · Peru                                | 10:06.3 |
| 100 metros com barreiras | Beatriz Capotosto · Argentina      | 13.2   | Juraciara da Silva · Brasil       | 13.7    | Orlane dos Santos · Brasil                       | 14.4    |
| 400 metros com barreiras | Conceição Geremias · Brasil        | 59.5   | Margit Weise · Brasil             | 60.5    | Anabella Dal Lago · Argentina                    | 62.6    |
| 4×100 metros estafetas   | Brasil                             | 45.4   | Uruguai                           | 47.7    |                                                  |         |
| 4×400 metros estafetas   | Brasil                             | 3:40.0 | Chile                             | 3:45.3  | Argentina                                        | 3:48.7  |
| Salto em altura          | Orlane dos Santos · Brasil         | 1.80   | Conceição Geremias · Brasil       | 1.77    | Liliana Arigoni · Argentina Carmen Garib · Chile | 1.71    |
| Salto em comprimento     | Esmeralda de Jesus Garcia · Brasil | 6.12   | Adriana Ruffin · Chile            | 5.84    | Orlane dos Santos · Brasil                       | 5.79    |
| Arremesso de peso        | Maria Fernandes · Brasil           | 15.01  | Marinalva dos Santos · Brasil     | 14.87   | Jazmín Cirio · Chile                             | 14.04   |
| Lançamento de disco      | Odete Domingos · Brasil            | 49.30  | María Isabel Urrutia · Colômbia   | 45.00   | Maria Fernandes · Brasil                         | 44.72   |
| Lançamento do dardo      | Marieta Riera · Venezuela          | 51.04  | Carolina Weil · Chile             | 50.68   | Mariela Riera · Venezuela                        | 49.18   |
| Heptatlo                 | Conceição Geremias · Brasil        | 5865   | Olga Verissimo · Brasil           | 5371    | Yvonne Neddermann · Argentina                    | 5273    |

## Quadro de medalhas
| Ordem | País      | Medalha de ouro | Medalha de prata | Medalha de bronze | Total |
| ----- | --------- | --------------- | ---------------- | ----------------- | ----- |
| 1     | Brasil    | 23              | 20               | 12                | 55    |
| 2     | Chile     | 11              | 7                | 5                 | 23    |
| 3     | Argentina | 3               | 6                | 10                | 19    |
| 4     | Colômbia  | 1               | 4                | 6                 | 11    |
| 5     | Venezuela | 1               | 0                | 2                 | 3     |
| 6     | Uruguai   | 0               | 1                | 2                 | 3     |
| 7     | Equador   | 0               | 1                | 0                 | 1     |
| 8     | Peru      | 0               | 0                | 2                 | 2     |
| 9     | Bolívia   | 0               | 0                | 1                 | 1     |

Legenda
| Recorde mundial       | Recorde mundial (World record)               |                       | Recorde africano                      | Recorde africano (African) |                                           | Q | Classificado por posição (Qualified) |
| Recorde do campeonato | Recorde do campeonato (Championship record)  | Recorde da América    | Recorde da América (Americas)         | q                          | Classificado por melhor tempo (Qualified) |   |                                      |
| Melhor marca do ano   | Melhor marca do ano (World leading)          | Recorde asiático      | Recorde asiático (Asian)              | DNS                        | Não largou (Did not start)                |   |                                      |
| Recorde nacional      | Recorde nacional (National record)           | Recorde europeu       | Recorde europeu (European)            | DNF                        | Não terminou (Did not finish)             |   |                                      |
| Recorde pessoal       | Recorde pessoal do atleta (Personal best)    | Recorde da Oceania    | Recorde da Oceania (Oceania)          | DSQ / DQ                   | Desclassificado (Disqualified)            |   |                                      |
| Recorde da temporada  | Recorde da temporada do atleta (Season best) | Recorde sul-americano | Recorde sul-americano (South America) | NM                         | Sem marca (No mark)                       |   |                                      |